# Sporobolus brockmanii
Sporobolus brockmanii är en gräsart som beskrevs av Otto Stapf. Sporobolus brockmanii ingår i släktet droppgräs, och familjen gräs. Inga underarter finns listade i Catalogue of Life.